# 匈牙利政府
匈牙利政府（匈牙利語：Magyarország Kormánya）是指匈牙利的全國性行政机关。 它由政府首脑匈牙利总理领导，並且由多位部长負責具體的部門事務。 匈牙利总理由国民议会选举产生。总理是议会中拥有最多席位的政党的领袖。自匈牙利社会主义工人党政府垮台以来，匈牙利实行多党制。